# レーニン賞

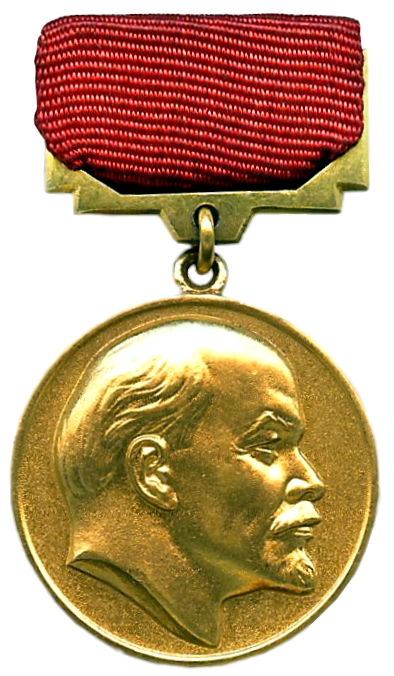
レーニン賞メダル

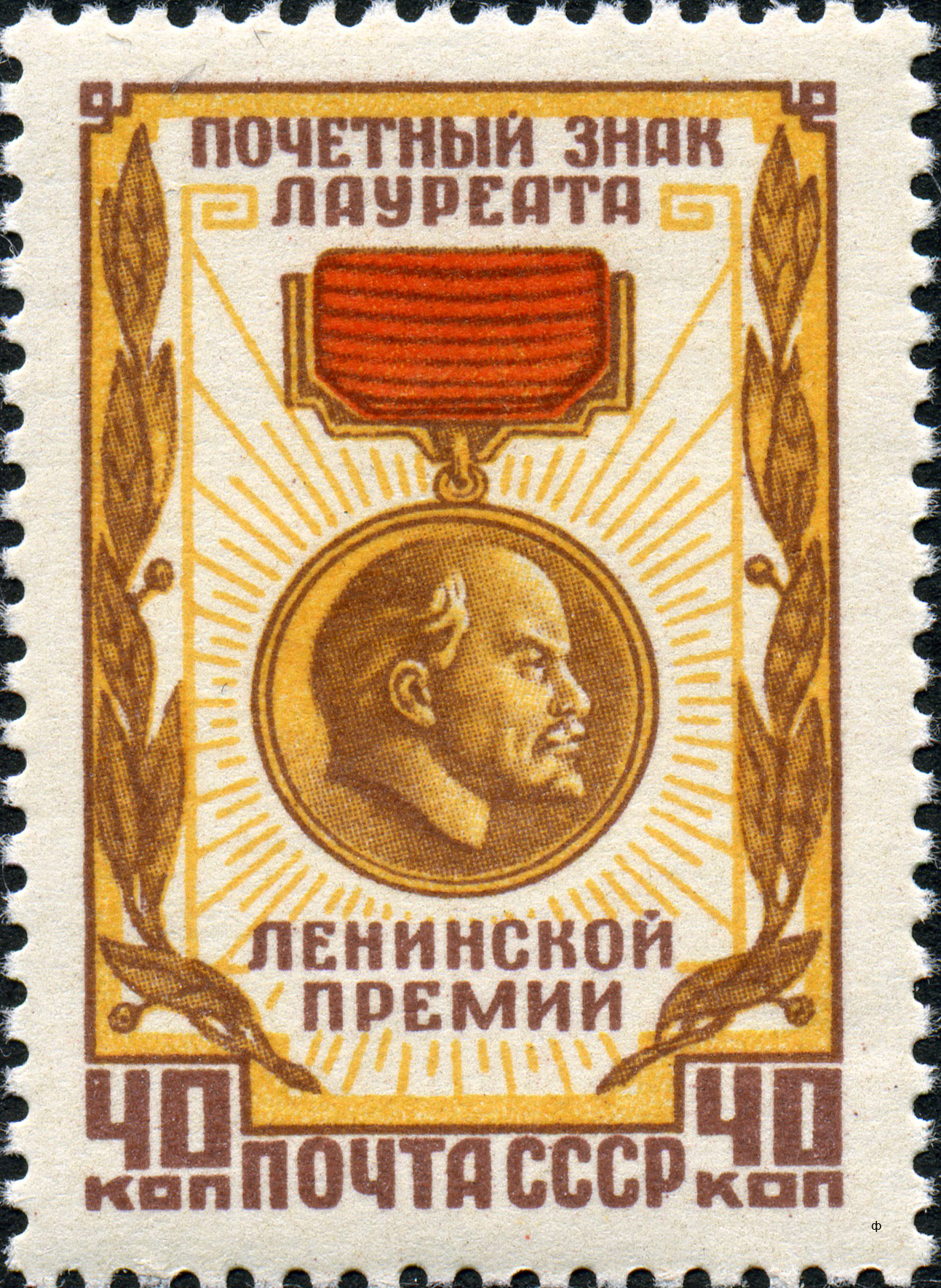
レーニン賞メダルの切手

レーニン賞（レーニンしょう、ロシア語: Ленинская премия）は、ソビエト連邦の最高国家賞のひとつ。創設は1925年6月23日。最初は1934年まで授与されたが1935年から1956年まで、スターリンが政治の実権を掌握する間、スターリン国家賞(通称:スターリン賞)が最高国家賞とされ、レーニン賞は受賞者を欠いた。1956年8月15日に復活し、以降1990年まで毎年、レーニンの誕生日である4月22日に科学、文学、芸術、建築及び技術の分野で卓越した個人を対象とした。

## 受賞者
括弧内は、授賞年と対象
- 1930年：ニコライ・デミャーノフ(化学)
- 1957年：ヤーコフ・ゼルドビッチ　(ロシア語: Яков Зельдович、物理学)
- 1961年：アレクサンドル・ベレズニャーク（ロシア語: Александр Яковлевич Березняк、P-15 ミサイル）
- 1958年：ドミートリイ・ショスタコーヴィチ（ロシア語: Дмитрий Дмитриевич Шостакович、作曲家）
- 1961年：エフゲニー・ムラヴィンスキー w:Evgeny Mravinsky (ロシア語: Евгений Александрович Мравинский、指揮者)
- 1962年：コルネイ・チュコフスキー(ロシア語: Корней Чуковский、著作『ネクラーソフの克服』)
- 1962年：ファイズ・アハマド・ファイズ(文学、パキスタン人)
- 1963年：チンギス・アイトマートフ (ロシア語: Чингиз Айтматов、文学)
- 1964年：ハノン・イザクソン(ロシア語: Ханон Ильич Изаксон、農業機械)
- 1965年：イノケンティ・スモクトゥノフスキー(ロシア語: Иннокентий Смоктуновский、演劇)
- 1967年：イーゴリ・モイセーエフ(ロシア語: Игорь Моисеев、舞踊)
- 1967年：ミハイル・スヴェトロフ(ロシア語: Михаил Светлов、詩、没後出版されたVerses of the Last Yearsによる)
- 1970年：エヴゲーニイ・ヴチェーチチ(ロシア語: Евгений Вучетич、彫刻)
- 1974年：コンスタンチン・シーモノフ(ロシア語: Константин Симонов、詩)
- ムスティスラフ・ロストロポーヴィチ(ロシア語: Мстислав Леопольдович Ростропович、チェロ奏者、指揮者)